# 美达花园站
美達花園站位於吉隆坡蕉赖的蕉赖路上，為巴生谷加影线的其中一个高架捷運車站，主要服務美達花園（Taman Midah）、美華嶺（Taman Bukit Mewah）一带的居民，所在地之前身為蕉賴收費站（Jalan Cheras Toll Plaza），該收費站於2003年被拆除。本站属于双溪毛糯－加影线第二阶段线路，於2017年7月17日開始通行。

## 車站結構
此站設計類似其他标准架空車站，一共有两个樓層和地面層，兩個側式月台，兩個出口，並設有一座擁有1350個轎車停車位及259機車停車格的多層室內停車場(Park n' Ride)。

### 車站樓層
| 二楼     |                                 |                                                                                        |
| 侧式站台 |                                 |                                                                                        |
| 1号站台: | 9 加影线 9往加影 KG35 (→)       |                                                                                        |
| 2号站台: | 9 加影线 9往桂莎白沙罗 KG04 (←) |                                                                                        |
| 侧式站台 |                                 |                                                                                        |
| 一楼     | 车站大厅                        | 验票闸门、电梯和手扶梯至站台、自动售票机、售票处、车站控制台、便利商店、祈禱室、洗手間 |
| 地面层   | 地面                            | 巴士站、計程車招呼站                                                                   |

### 車站出口
美達花園站設有兩個出口，A出口通往美達花園商業區及莲花超市蕉賴店、B出口則位於蕉賴路南行方向處，鄰近麥當勞與肯德基美達花園店及富貴集團旗下之孝恩館。

## 車站週邊
美達花園為蕉賴人口密度最高的住宅區之一，加上多家銀行坐落在該花園的商業中心，且緊鄰每日車流量高的蕉賴路，週邊地區商業活動繁盛
- 美達花園
- 美華嶺（Taman Bukit Mewah）
- 班登嶺（Pandan Height）
- 富貴集團孝恩園
- 莲花超市蕉赖店（Lotus's Cheras）
- 班台醫院蕉賴分院（Pantai Hospital Cheras）
- 馬來西亞國立大學医院（HCTM）

## 圖片集

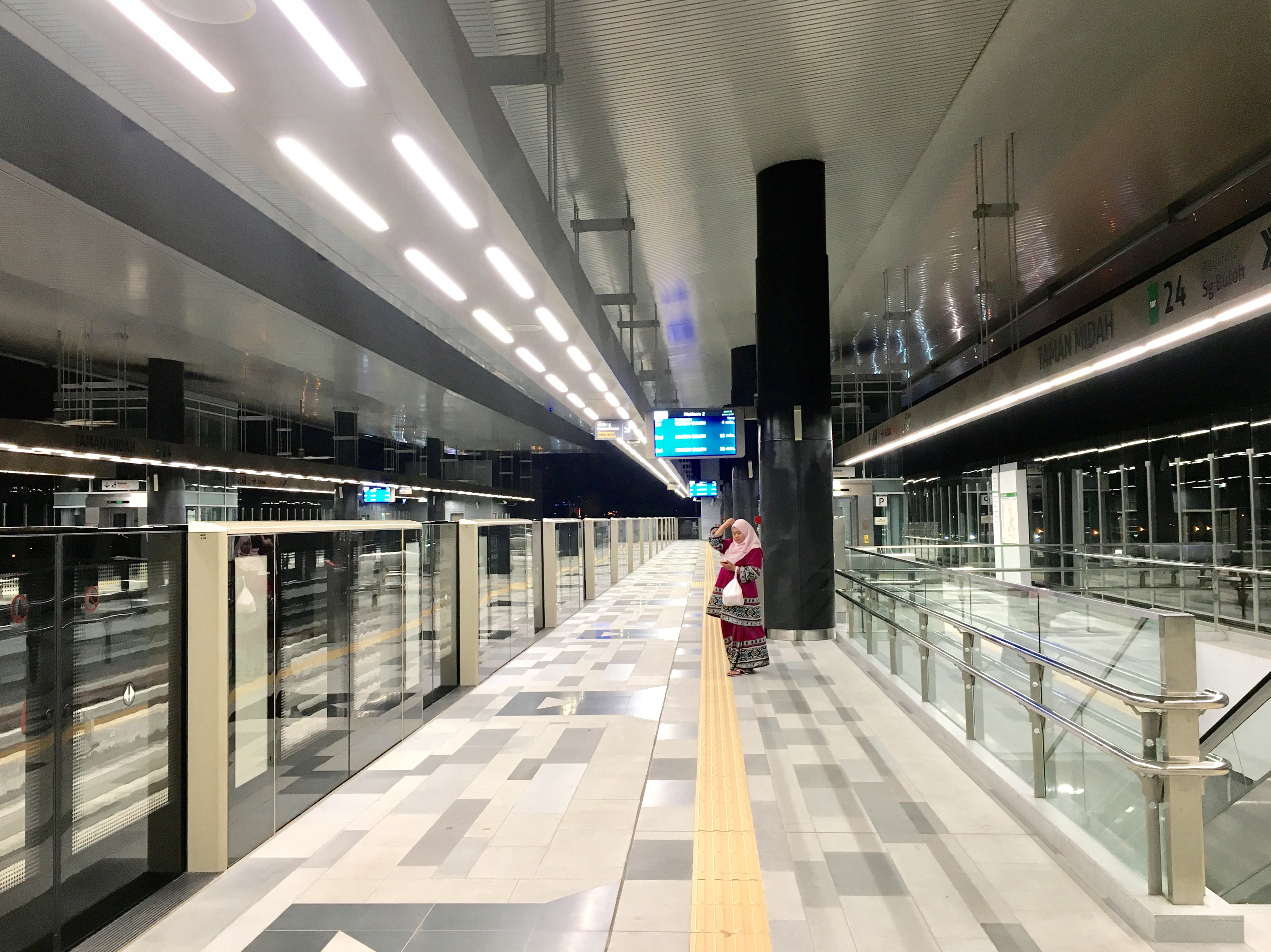
美達花園站月台。
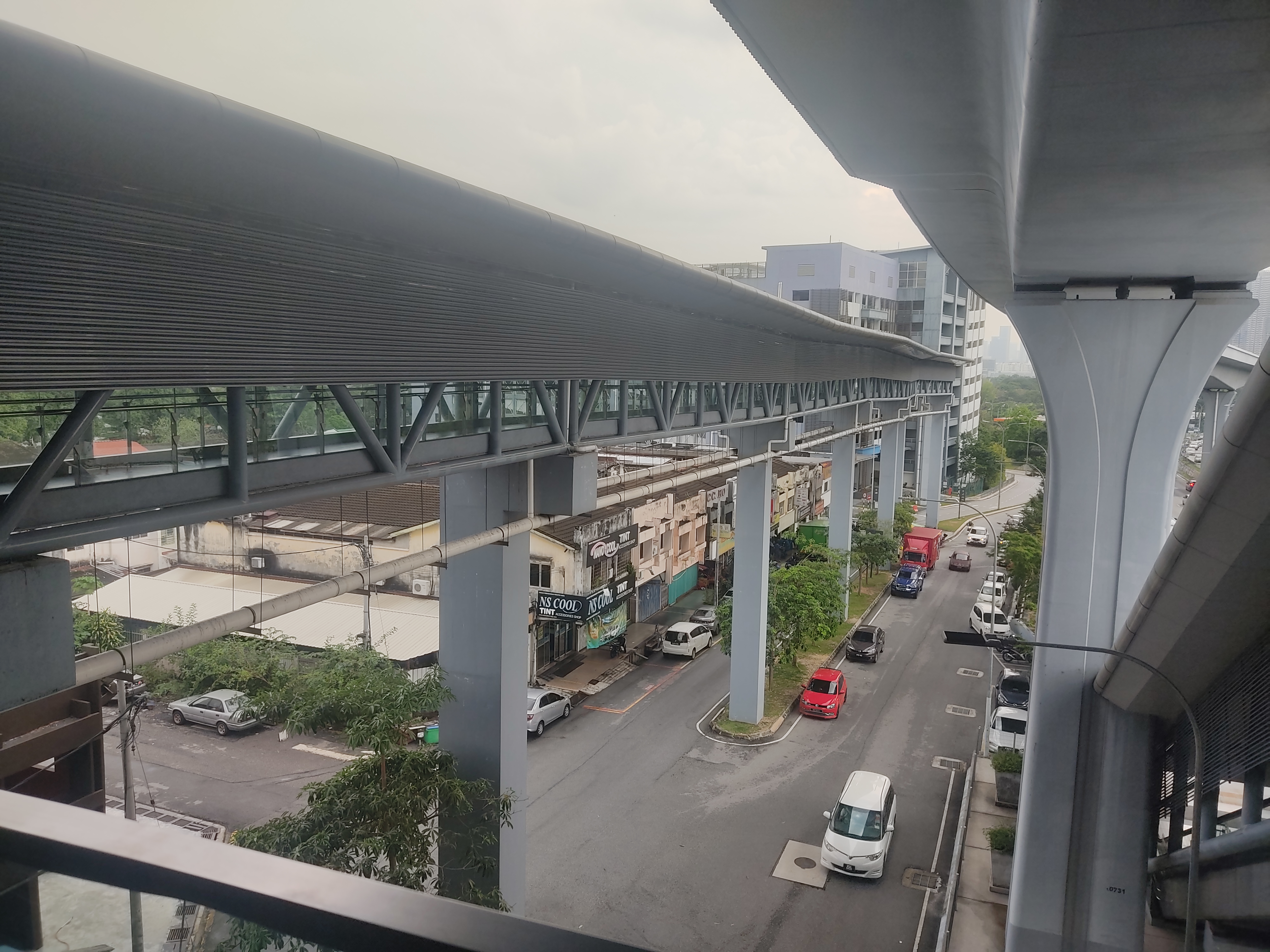
美達花園站出口聯通道。
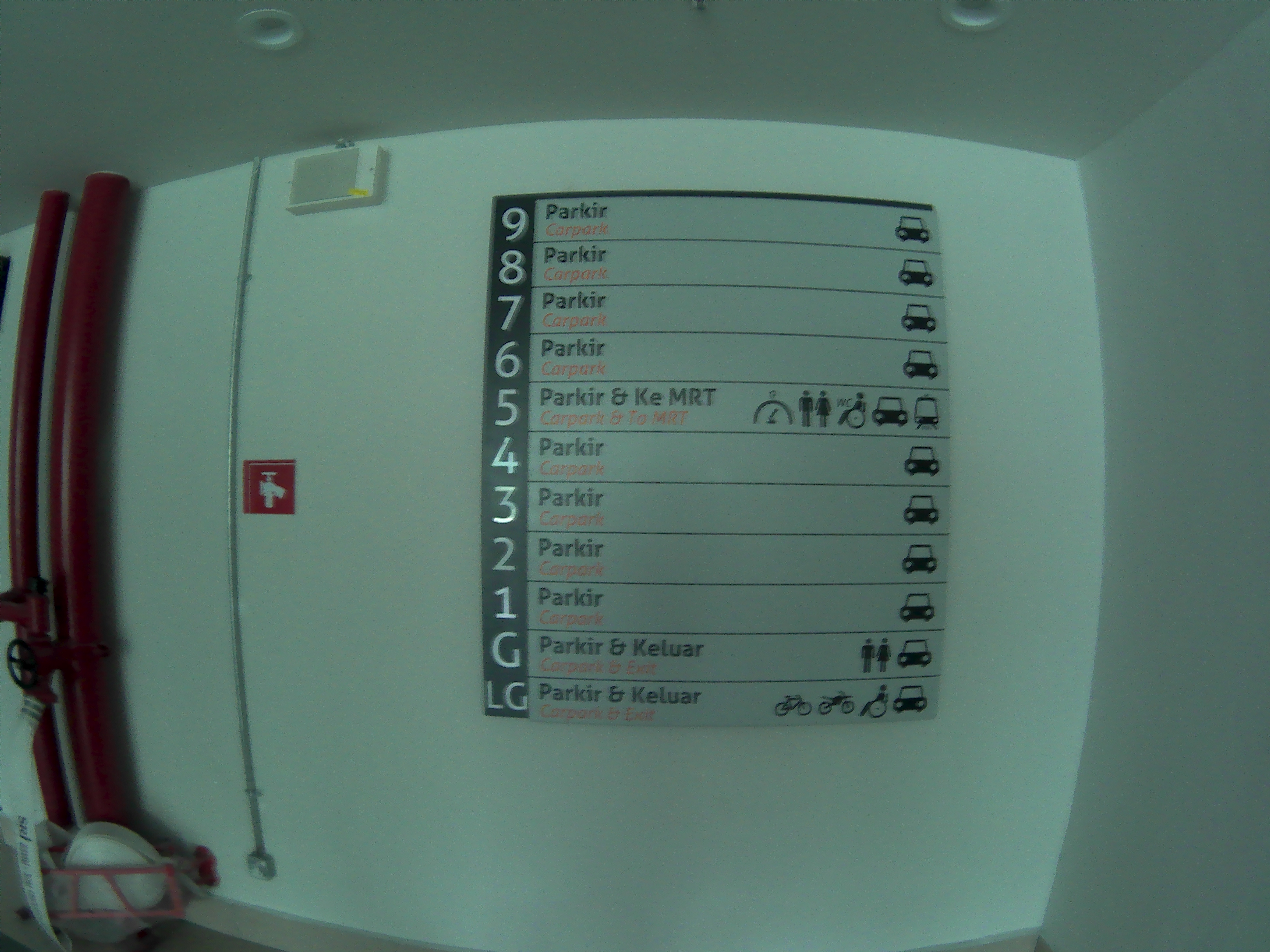
室內停車站之指示牌。
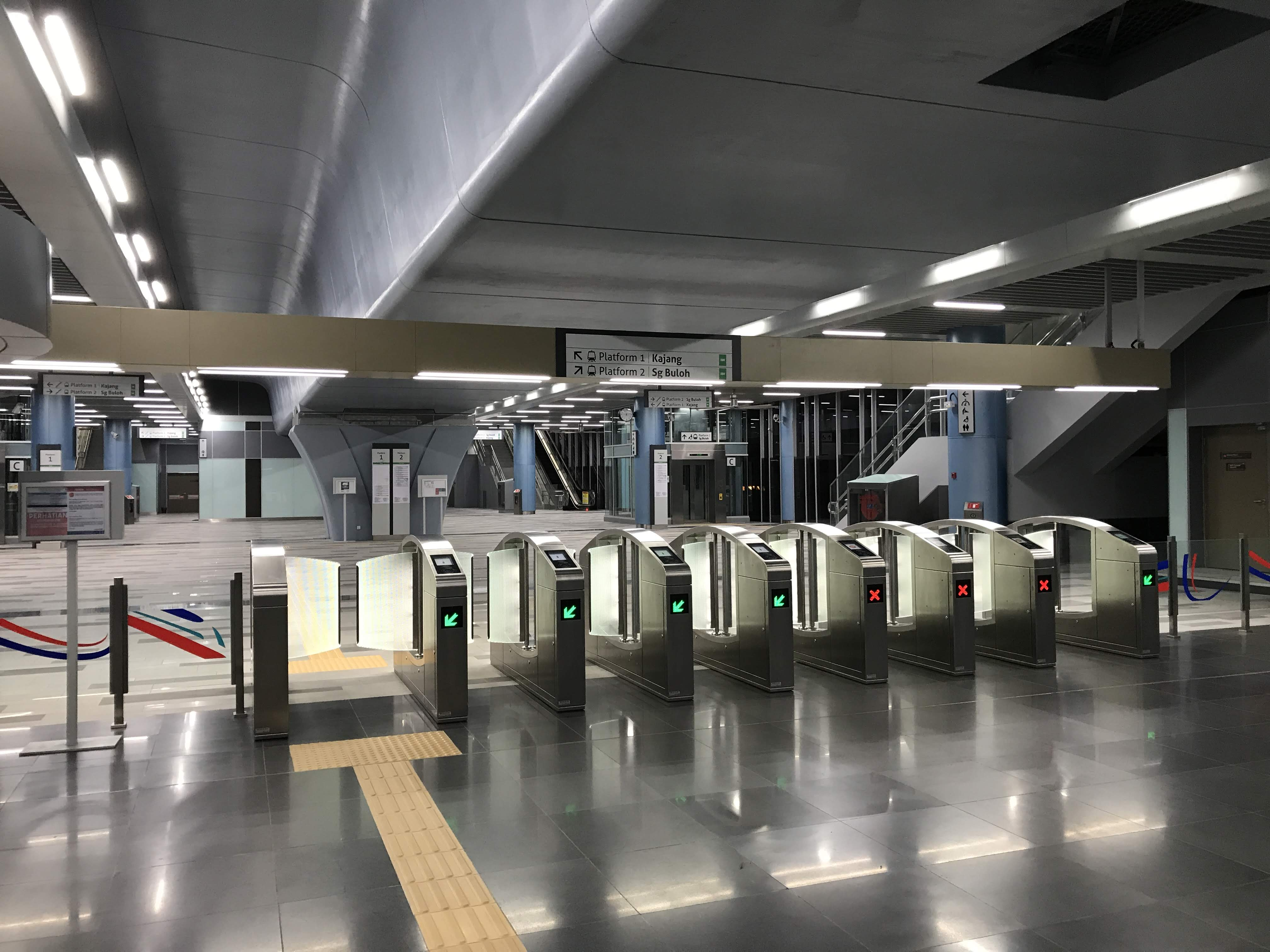
美達花園站票閘口。
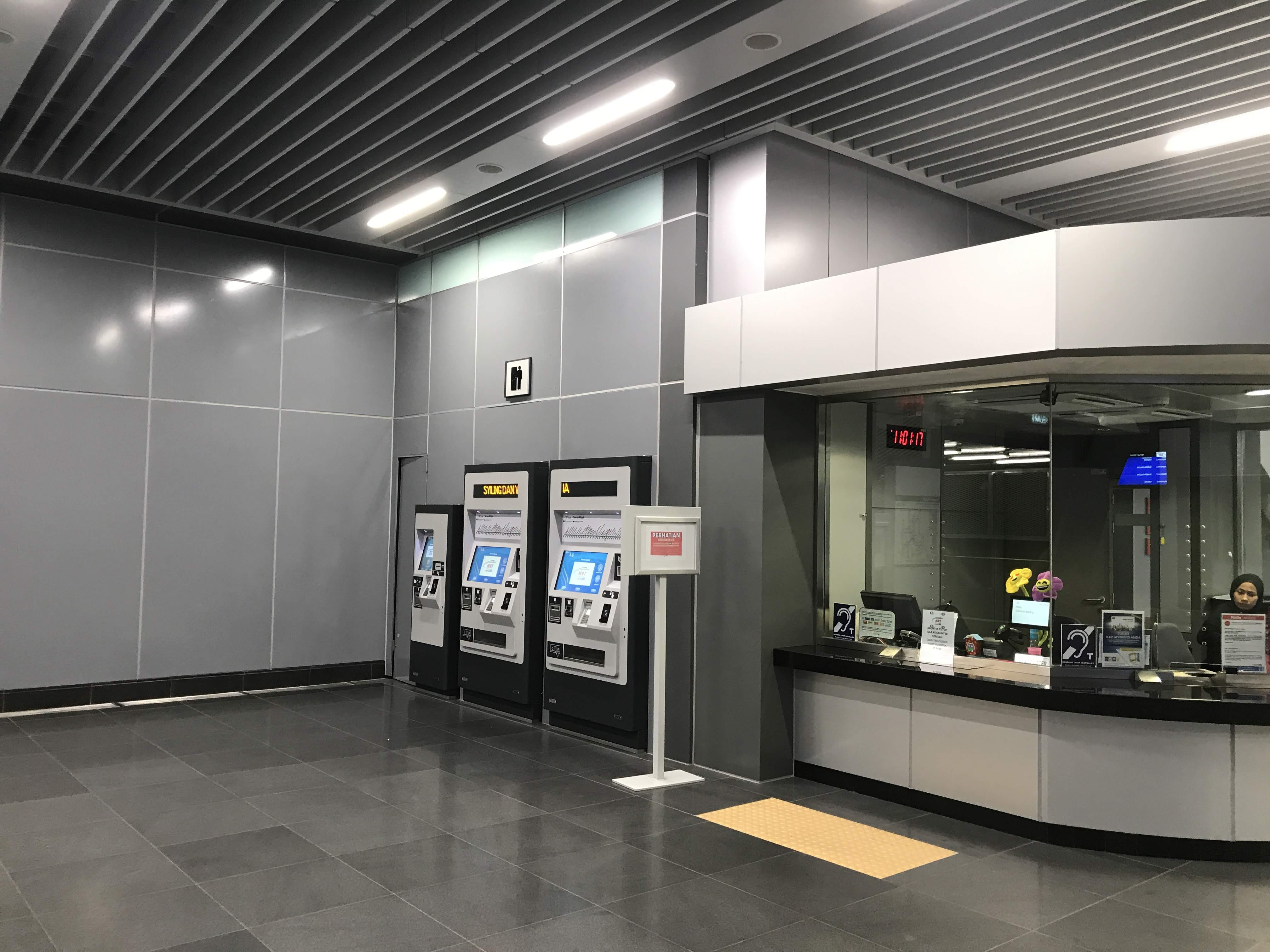
美達花園站售票區。
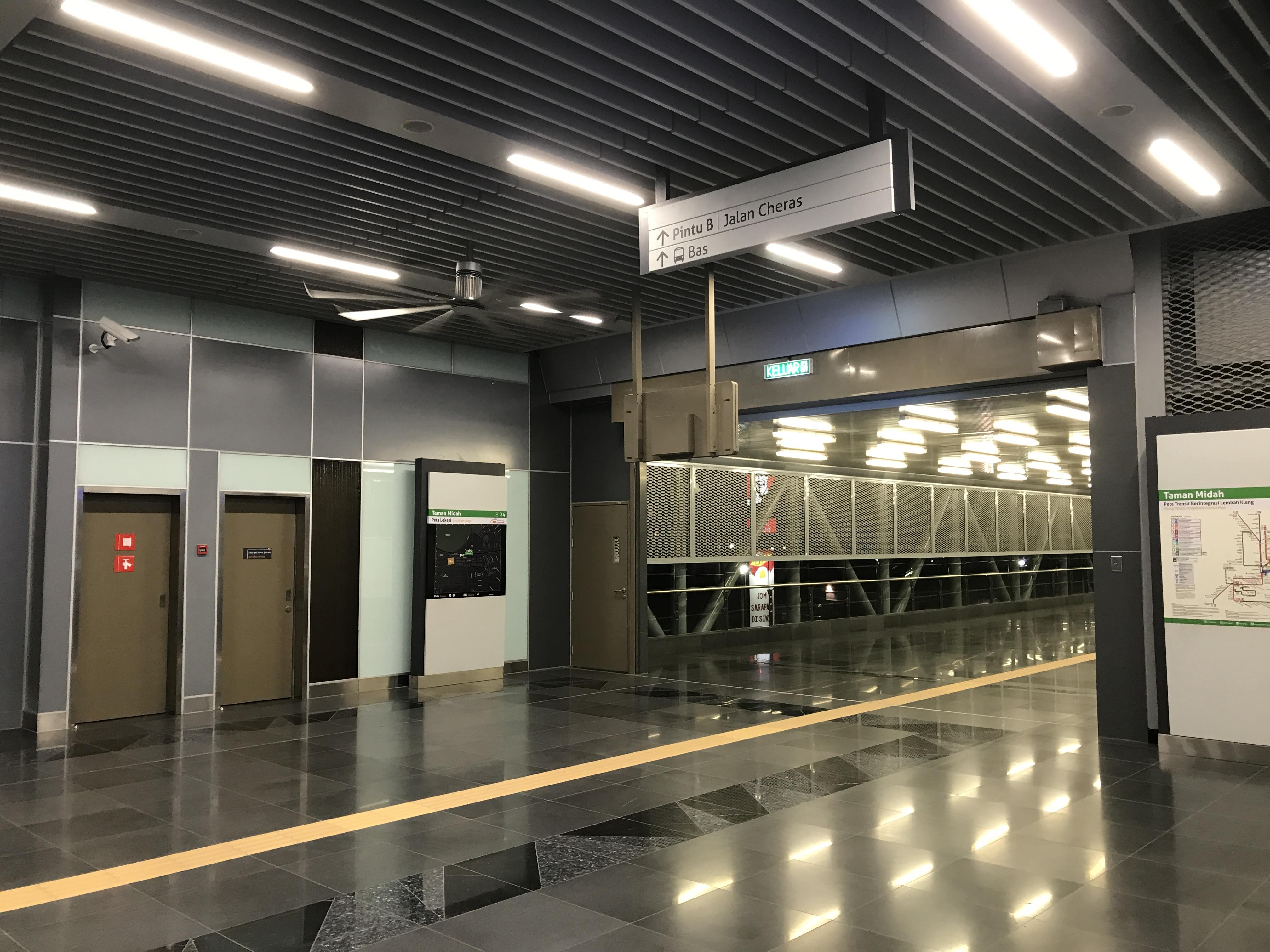
美達花園站通往出口之聯通道。
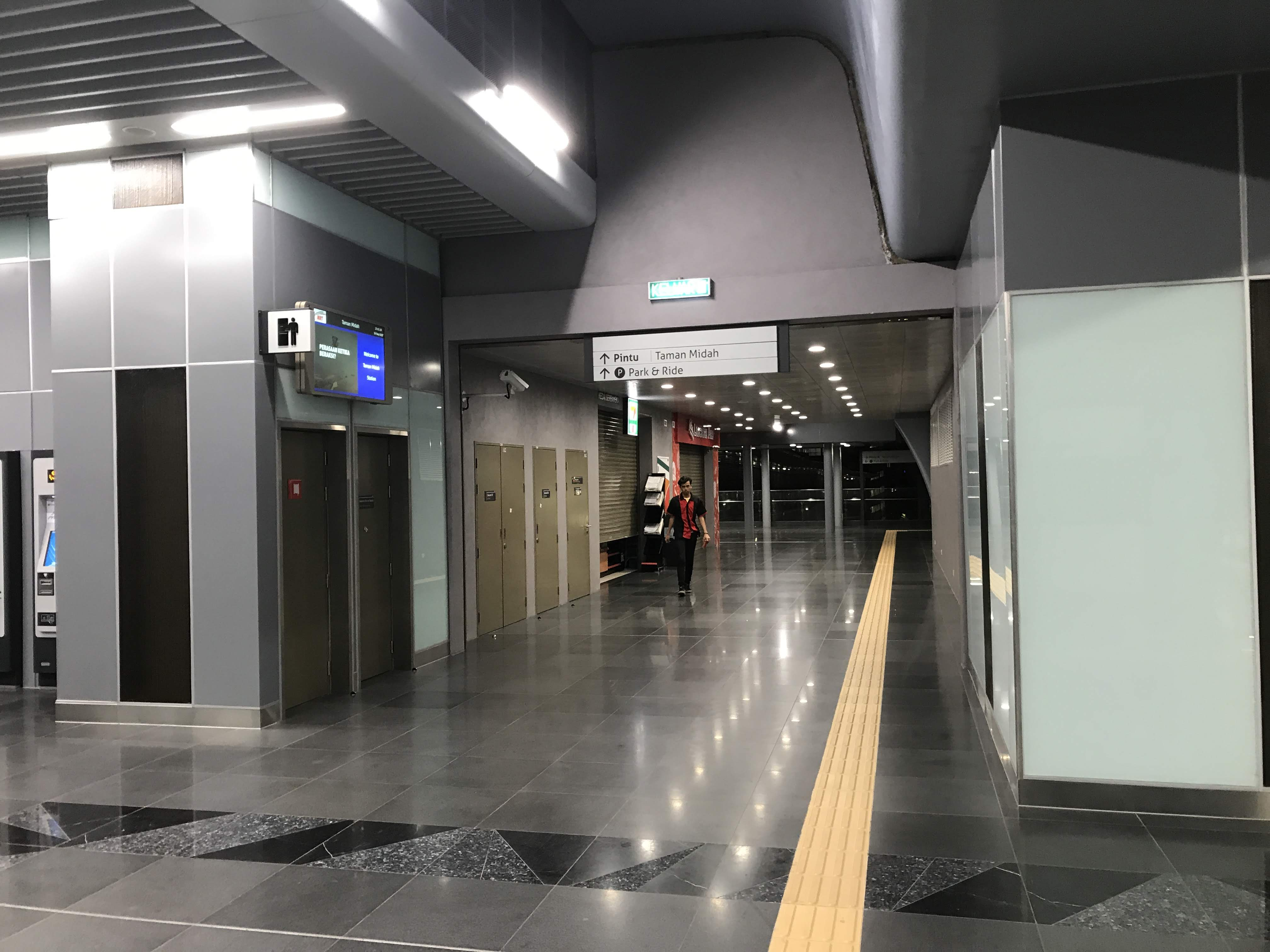
美達花園站收費區內。